# Cueva de Nerja

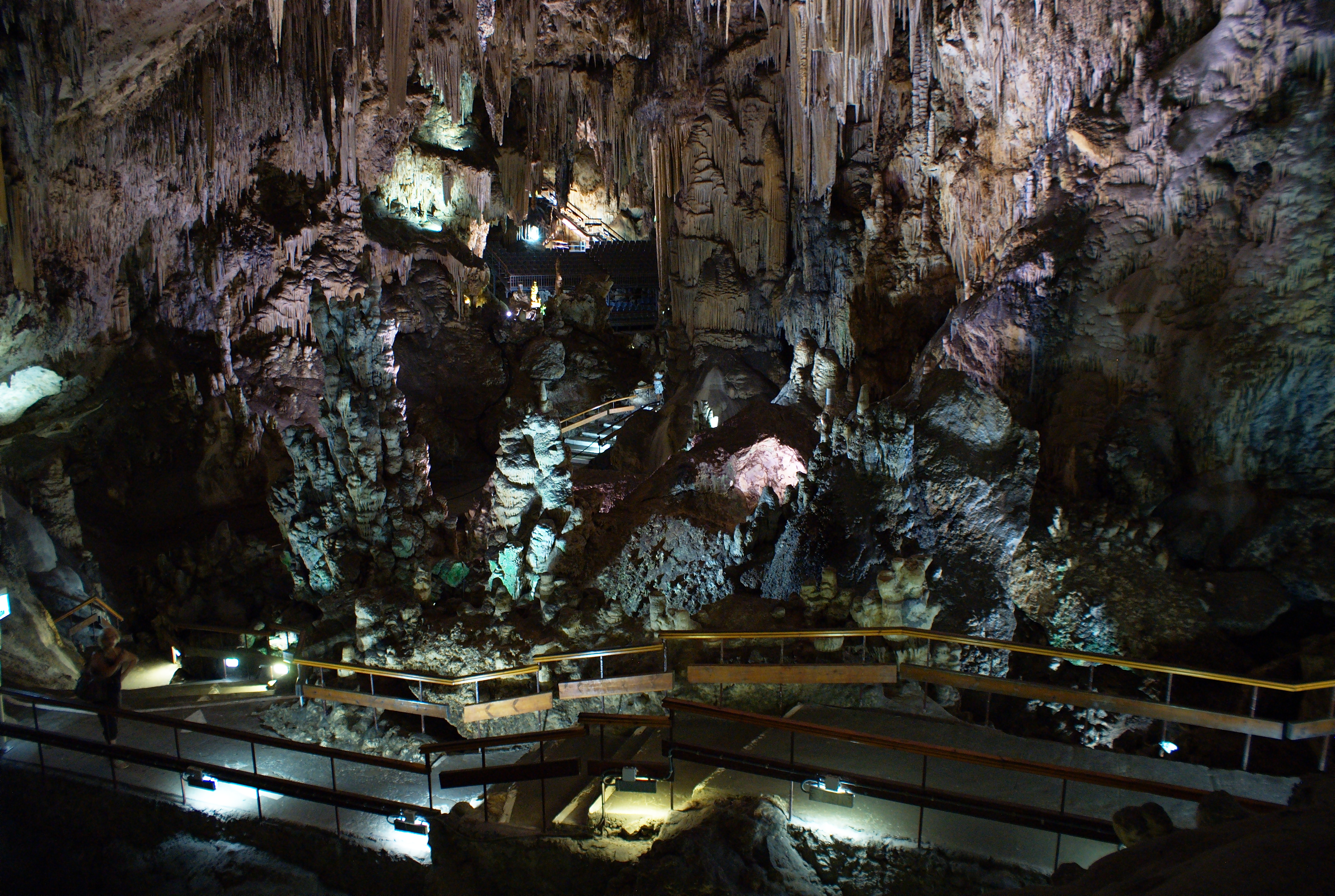
Interiér jeskyně

Cueva de Nerja je jeskynní komplex ve španělské Andalusii, pojmenovaný podle nedalekého městečka Nerja. Jeskyně vyhlodala voda ve vápencových skalách před asi pěti miliony let. Celková délka systému chodeb dosahuje pěti kilometrů, objem jeskyní přesahuje 260 000 m³, z toho asi třetina je přístupná veřejnosti. Komplex je zapsán na seznamu španělského kulturního dědictví.
V jeskyních se nachází 32 metrů vysoký stalagnát, který je podle Guinnessovy knihy rekordů největší na světě. V hlavním sále, jehož strop dosahuje maximální výšky 68 metrů, se každoročně od roku 1961 koná festival vážné hudby a baletu.

## Historie
Jeskyně objevilo pět místních chlapců při lovu na netopýry 12. ledna 1959. O rok později byl zahájen archeologický průzkum, který odhalil stopy lidského osídlení od neandertálců po dobu bronzovou i pozůstatky vyhynulých zvířat, například hyeny jeskynní. V roce 2012 bylo podle analýzy určeno stáří nástěnných maleb tuleňů na zhruba 42 000 let, jde o jediný nález uměleckého díla pocházejícího z doby před příchodem kromaňonců do Evropy.

## Fotogalerie

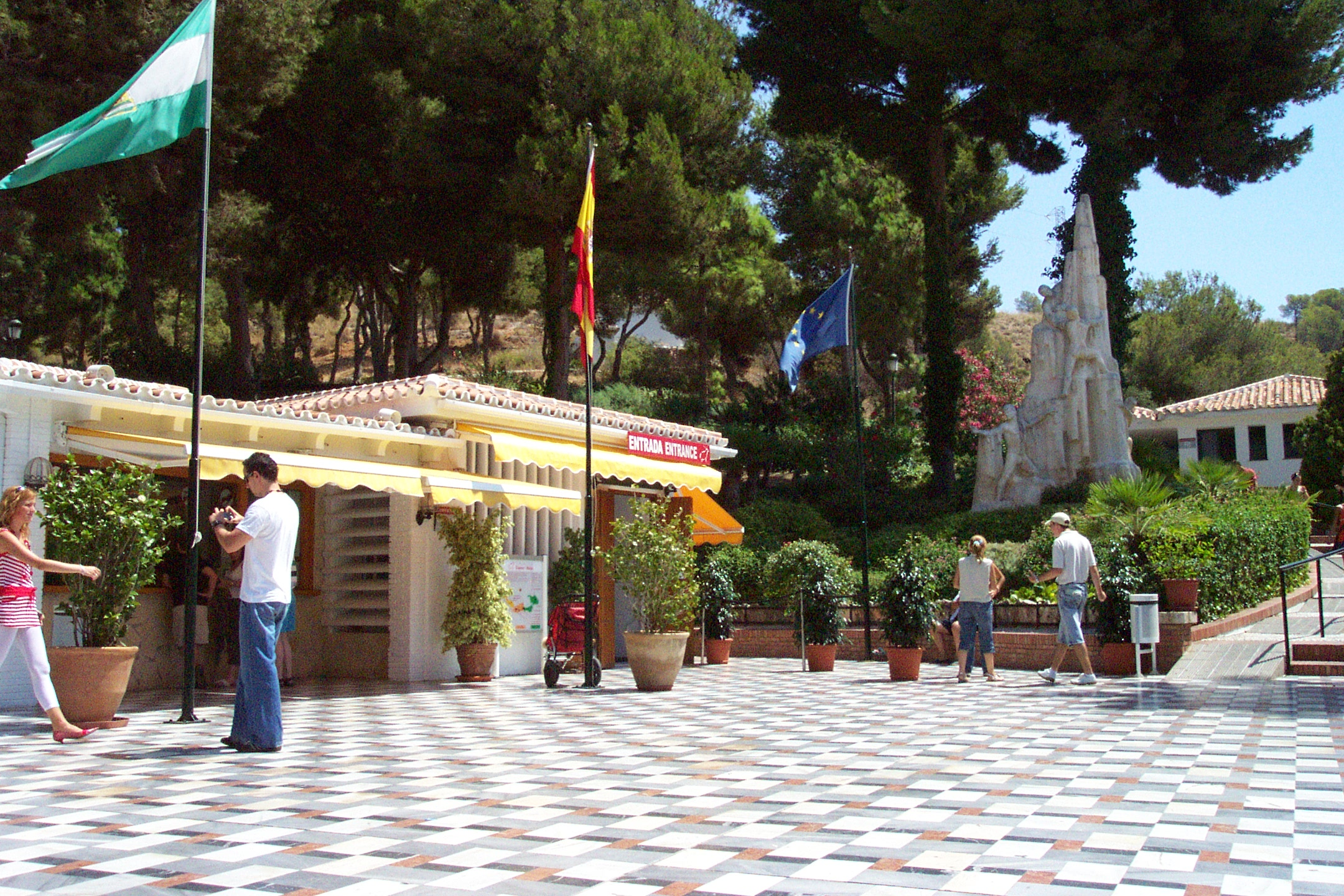
U vstupu do jeskyně
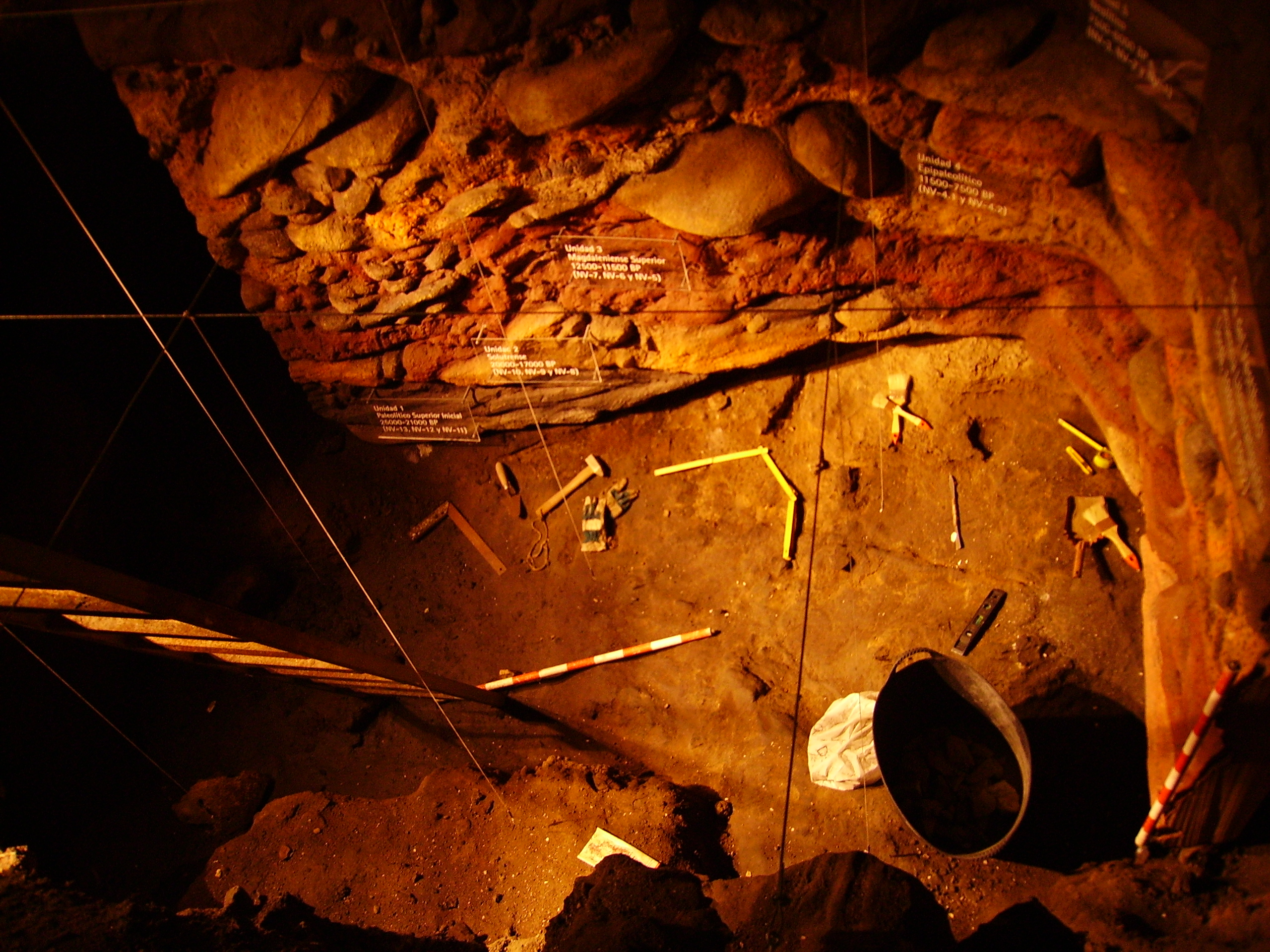
Ukázka archeologického průzkumu
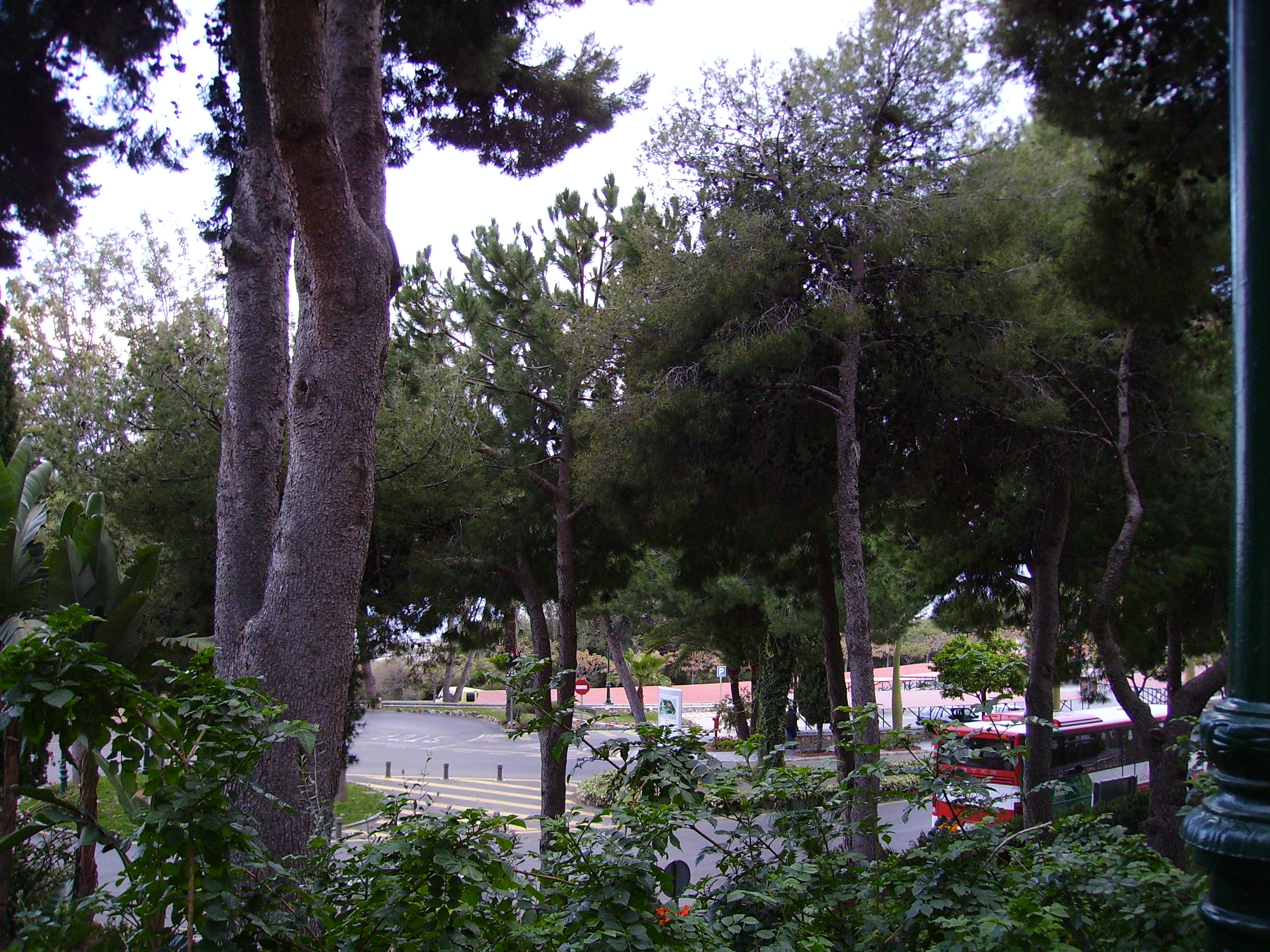
Prostranství před jeskyní
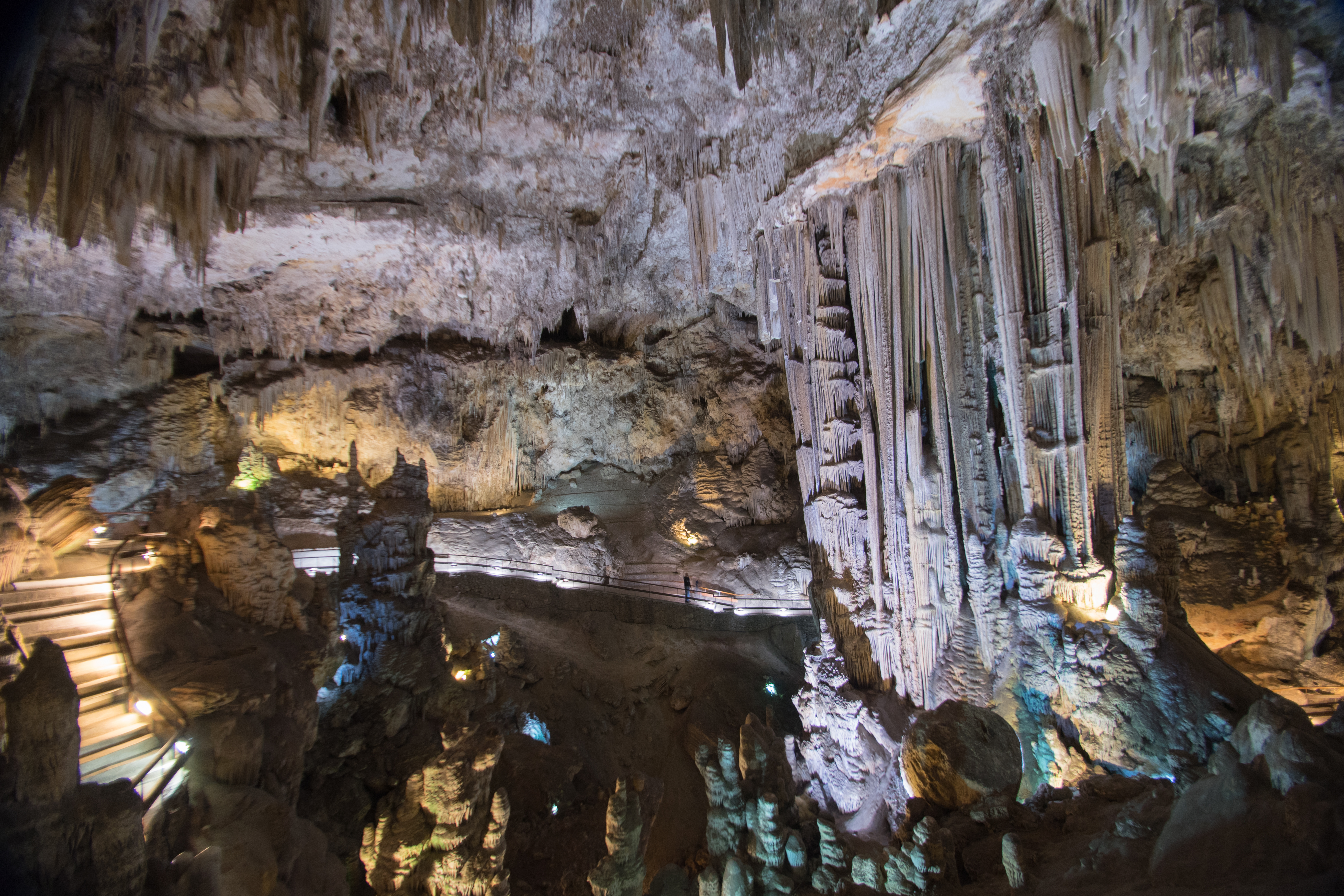
Krápníková výzdoba jeskyně
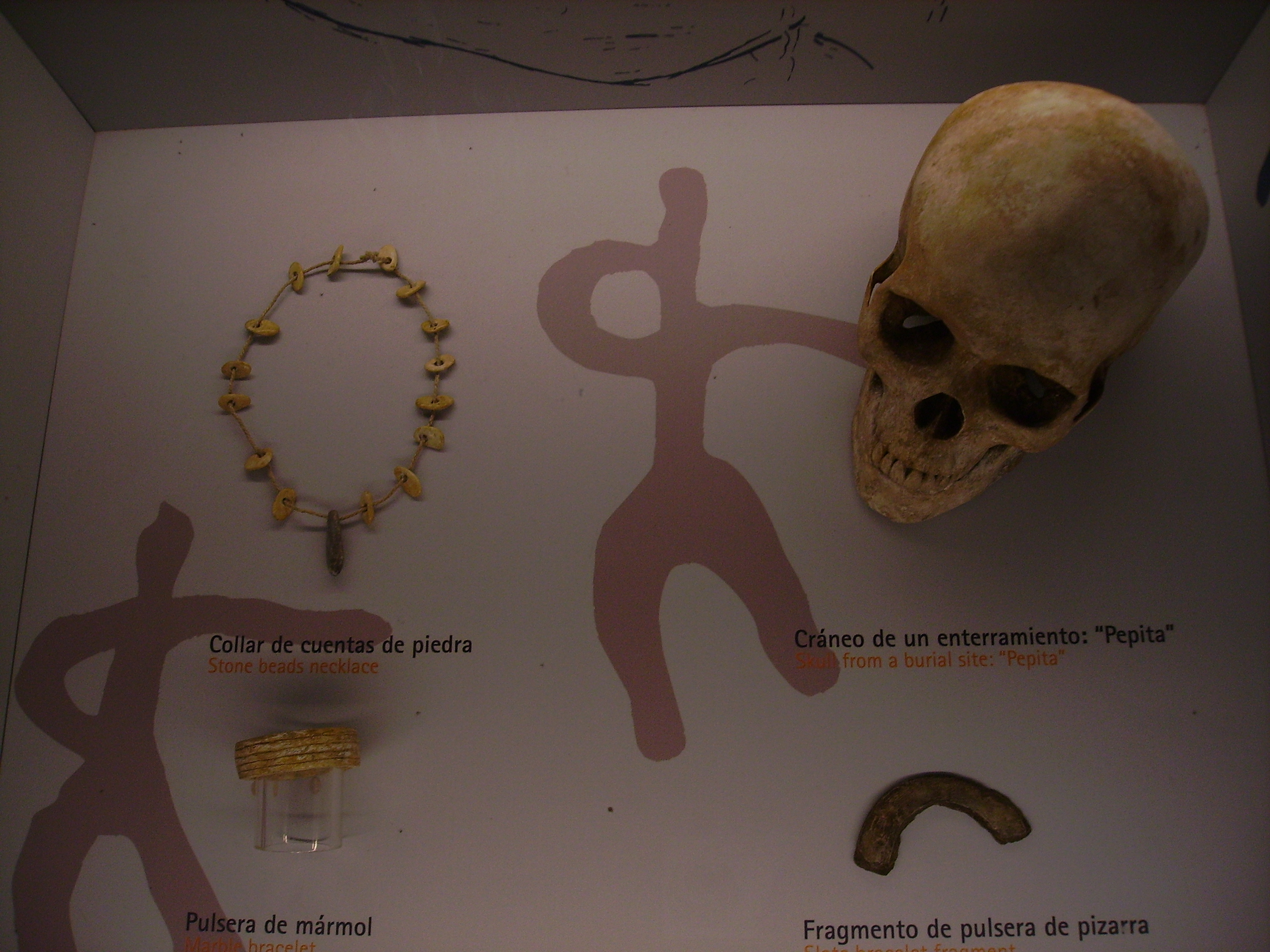
Z muzejní expozice